# Die dunkle Seite des Mondes
Die dunkle Seite des Mondes ist ein Roman des schweizerischen Autors Martin Suter. Das Buch wurde im Jahr 2000 im Diogenes Verlag veröffentlicht.

## Titel
Der Buchtitel Die dunkle Seite des Mondes wird meist als Anspielung auf das Album The Dark Side of the Moon der britischen Rockband Pink Floyd verstanden. Möglich wäre auch eine Bezugnahme auf einen Aphorismus des amerikanischen Schriftstellers Mark Twain: Everyone is a moon, and has a dark side which he never shows to anybody. (deutsch Jeder Mensch ist ein Mond und hat eine dunkle Seite, die er niemandem zeigt.)

## Handlung
Mit der dunklen Seite des Mondes beschreibt der Roman die Persönlichkeitsveränderungen des in einer Midlife-Crisis befindlichen Wirtschaftsanwalts Urs Blank, der in einer angesehenen Kanzlei beschäftigt ist.
Blank ist in seinem Beruf als Fachmann für Fusionsverhandlungen erfolgreich und hat sein Leben im Griff, bis er mit der jungen und schönen Lucille, die einen Flohmarktstand mit indischen Räucherwaren und Seidentüchern betreibt, eine Affäre beginnt. Sie überredet ihn dazu, während eines Selbsterfahrungs-Wochenendes halluzinogene Pilze zu konsumieren. Blanks Persönlichkeit verändert sich dadurch, er verhält sich zunehmend egozentrisch und gewalttätig. Nachdem er ohne Gefühlsregung Lucilles Kätzchen getötet und später einen schweren Verkehrsunfall provoziert hat, befürchtet Blank, dass er eine Gefahr für die Gesellschaft darstellt. Er bittet deshalb seinen langjährigen Freund, den Psychiater Alfred Wenger, um Hilfe.
Die beiden hoffen, mit einem zweiten, durch Wenger gelenkten Pilztrip Blank wieder stabilisieren zu können. Dies gelingt jedoch nicht. Nach weiteren Gewaltausbrüchen lässt sich Blank von Wenger in ein Rehabilitationszentrum einweisen, wo er lange Spaziergänge unternimmt und eine Vorliebe für den Wald entwickelt. Er studiert Bücher über Pilze und Pflanzen des Waldes und kommt schließlich dem Geheimnis des ersten Pilztrips, der ihn so stark verändert hat, auf die Spur. In der halluzinogenen Pilzmischung bei Blanks erstem Trip befand sich auch ein wirkungsverstärkender Pilz, der beim zweiten Mal fehlte. Er ist extrem selten und gilt als fast ausgestorben.
Blank beschließt, fernab der Menschen im Wald zu leben, und täuscht einen Selbstmord vor. Als die Täuschung auffliegt, macht sich der passionierte Jäger Pius Ott auf den Weg, um ihn zu töten (Ott war Mandant von Blanks Kanzlei und hat diese in wirtschaftskriminelle Aktionen verwickelt). Die Polizei wird ebenfalls aktiv und fahndet nach Blank, nachdem sein Jaguar in der Nähe des mittlerweile abgebrannten Hofes eines Althippies gesehen worden ist. 
Blank verbringt sein Waldleben auch damit, nach dem seltenen Pilz zu suchen, und ist schließlich erfolgreich. Er kehrt zurück an den Ort des ersten Pilztrips und wiederholt das Prozedere ein weiteres Mal. 
Nach mehrtägiger Suche findet Ott Blank in seinem Quartier und kommt dadurch der Polizei zuvor. Zwischen den beiden kommt es zum Kampf, bei dem Blank Ott überwältigt, die Chance hat, ihn zu töten, allerdings darauf verzichtet und sich darauf von Ott erschießen lässt. Ott vergräbt die Leiche. Auf dem Rückweg zu seinem Auto begegnet er den Ermittlern. Sie nehmen ihm die Waffen ab.

## Rezeption
„Suters Roman ist ein philosophisch gegründetes Gedankenspiel um die Wirklichkeit des Unwirklichen und die Gleichzeitigkeit des Ungleichzeitigen und auch darüber, wie wenig es bedarf, um die menschlichen Konstruktionen und Vereinbarungen zusammenbrechen zu lassen.“

„Mit dem Roman Die dunkle Seite des Mondes nun hat Suter […] ein Buch aus dem dunklen Reich der Pilze vorgelegt, das zugleich raffinierter Wirtschaftskrimi, giftiges Gesellschaftspanorama, verhinderte Liebesgeschichte und psychologisches Vexierspiel ist – und darüber hinaus noch ein zentrales Thema des Autors (das der schleichenden Persönlichkeitsveränderung und Orientierungslosigkeit nämlich) konsequent weiterschreibt.“

## Ausgaben
- Gebundene Ausgabe, Diogenes Verlag, ISBN 978-3-257-06231-1.
- Taschenbuchausgabe, Diogenes Verlag, ISBN 978-3-257-23301-8.
- Hörbuch. Hörbuch Hamburg, Hamburg 2007, 5 CDs, 388 min. (gekürzte Lesung), gelesen von  Heikko Deutschmann, ISBN 978-3-89903-780-7.
- Hörbuch. Diogenes Verlag, Zürich 2013, 7 CDs, 508 min. (ungekürzte Lesung), gelesen von Gert Heidenreich, ISBN 978-3-257-80316-7.

## Verfilmung
Im September 2014 begannen die Dreharbeiten zu einer Kino-Verfilmung des Romans unter der Regie von Stephan Rick, der gemeinsam mit Catharina Junk auch das Drehbuch schrieb. Moritz Bleibtreu spielt Urs Blank, Jürgen Prochnow seinen Widersacher Pius Ott und Nora von Waldstätten die Lucille. Der Film Die dunkle Seite des Mondes hatte im September 2015 beim Zurich Film Festival Premiere und kam im Januar 2016 in die Kinos.